# Loukas Maurokefalidīs
Loukas Maurokefalidīs (in greco Λουκάς Μαυροκεφαλίδης?; Jeseník, 25 luglio 1984) è un cestista greco.
Alto 210 cm per 120 kg di peso, ricopre il ruolo di centro.

## Carriera
Cresciuto nel PAOK Salonicco, si afferma ad alti livelli nella stagione 2005-06, diventando uno dei migliori giocatori del campionato greco. Nell'estate 2006, dopo essere stato scelto dai Minnesota Timberwolves, squadra NBA, arriva in Italia al termine di una lunga trattativa, firmando un contratto triennale con la Lottomatica Roma. A febbraio 2007, dopo metà stagione sottotono nella quale evidenzia problemi di esperienza e di carattere, la formazione capitolina lo cede in prestito in Spagna, al Pamesa Valencia. Al rientro dal prestito, Roma lo cede all'Olympiakos Pireo.

## Statistiche

### Eurolega
| Anno      | Squadra       | PG  | PT | MP   | TC%  | 3P%  | TL%  | RP  | AP  | PRP | SP  | PP  |
| --------- | ------------- | --- | -- | ---- | ---- | ---- | ---- | --- | --- | --- | --- | --- |
| 2006-2007 | Virtus Roma   | 14  | 11 | 19,3 | 42,2 | 20,0 | 79,3 | 5,0 | 0,5 | 0,9 | 0,3 | 7,2 |
| 2007-2008 | Olympiakos    | 10  | 0  | 12,4 | 51,4 | 0,0  | 62,5 | 3,4 | 0,2 | 0,3 | 0,1 | 4,1 |
| 2009-2010 | Olympiakos    | 14  | 0  | 10,1 | 61,2 | 33,3 | 56,0 | 2,3 | 0,6 | 0,3 | 0,0 | 5,4 |
| 2010-2011 | Olympiakos    | 18  | 8  | 17,8 | 50,8 | 16,7 | 79,4 | 4,0 | 0,6 | 0,3 | 0,3 | 8,4 |
| 2013-2014 | Panathīnaïkos | 26  | 3  | 7,8  | 55,7 | 20,0 | 81,0 | 1,4 | 0,5 | 0,2 | 0,1 | 4,7 |
| 2014-2015 | Panathīnaïkos | 22  | 2  | 13,5 | 46,9 | 33,3 | 82,9 | 3,3 | 0,6 | 0,2 | 0,3 | 7,0 |
| Carriera  | Carriera      | 104 | 24 | 13,0 | 50,1 | 25,0 | 76,3 | 3,0 | 0,5 | 0,3 | 0,2 | 6,2 |

### Eurocup
| Anno      | Squadra              | PG | PT | MP   | TC%  | 3P%  | TL%  | RP  | AP  | PRP | SP  | PP   |
| --------- | -------------------- | -- | -- | ---- | ---- | ---- | ---- | --- | --- | --- | --- | ---- |
| 2004-2005 | PAOK Salonicco       | 5  | 1  | 6,5  | 50,0 | -    | -    | 1,4 | 0,4 | 1,0 | 0,0 | 0,8  |
| 2008-2009 | Maroussi             | 12 | 11 | 23,8 | 57,4 | 43,8 | 77,3 | 5,7 | 1,8 | 0,7 | 0,4 | 12,3 |
| 2011-2012 | Sptk. S. Pietroburgo | 14 | 12 | 23,7 | 55,5 | 41,7 | 74,1 | 3,6 | 1,0 | 0,8 | 0,2 | 11,9 |
| 2012-2013 | Sptk. S. Pietroburgo | 14 | 11 | 29,7 | 53,3 | 43,8 | 76,2 | 5,3 | 1,4 | 0,9 | 0,4 | 14,5 |
| 2015-2016 | AEK Atene            | 9  | 9  | 33,7 | 51,1 | 42,4 | 85,7 | 9,7 | 2,8 | 1,2 | 0,4 | 24,2 |
| 2017-2018 | Rytas Vilnius        | 14 | 11 | 22,8 | 46,6 | 42,9 | 85,7 | 5,2 | 1,6 | 1,1 | 0,4 | 14,9 |
| 2019-2020 | Promitheas           | 6  | 3  | 20,6 | 48,3 | 35,3 | 80,0 | 6,7 | 1,5 | 0,3 | 0,0 | 14,0 |
| Carriera  | Carriera             | 74 | 58 | 24,5 | 52,1 | 41,8 | 81,6 | 5,4 | 1,6 | 0,9 | 0,3 | 13,9 |

## Palmarès

### Squadra
- Campionato greco: 1

Panathinaikos: 2013-14
- Coppa di Grecia: 4

Olympiacos: 2009-10, 2010-11
Panathinaikos: 2013-14, 2014-15

### Individuale
- All-ULEB Eurocup Second Team: 1

Spartak San Pietroburgo: 2012-13
- MVP Coppa di Grecia: 1

Panathinaikos: 2014-15